# Ernst Rietz (agronom)
Ernesti (Ernst) Otto Rietz, född 24 augusti 1847 i Lund, död 4 mars 1925 i Stockholm, var en svensk agronom.
Ernst Rietz var son till Ernst Rietz. Han genomgick Alnarps lantbruksinstitut 1865–1870 och studerade jordbruk och husdjursavel i England 1871. Han var i trettio år verksam vid jordbruk i västra Skåne; som förvaltare av Kronotorp i Burlövs socken 1872–1879 och som arrendator av Hildesborg i Härslövs socken 1880–1887 och av Skarhult i Skarhults socken 1887–1902. 1899 blev han konsulent och sekreterare i den på hans initiativ bildade Svenska ayrshireföreningen i Stockholm. Denna tjänst innehade han till 1924. 1906 invaldes han i Lantbruksakademien. 
Rietz var en märkesman inom svenskt jordbruk. Som framstående uppfödare av avelsdjur, särskilt nötboskap, verkade han för förädling av den 1847 importerade ayrshirestammen. Han motarbetade därför från 1880-talet importen av djur av skotsk ayrshire. Därigenom gjorde han en insats för att bevara den svenska ayrshirerasens goda mjölkegenskaper och tack vare hans avelsarbete blev den gamla ayrshirestammen på Skarhult Sveriges främsta ayrshirebesättning. Som konsulent inom Svensk ayrshireförening samlade han ayrshireuppfödarna till ett gemensamt likartat avelsarbete. 
Rietz var även aktiv inom hästavelns område. Han stiftade Föreningen för ardennerhästen inom Malmöhus län 1895 och var ordförande där till 1902. Den uppgick då i den hela landet omfattande Stamboksföreningen för svenska ardennerhästen, där han var sekreterare 1902–1908. Rietz tjänstgjorde som prisdomare vid flera lantbruksmöten. Hans arbete för nötkreatursavelns främjande belönades vid allmänna svenska lantbruksmötet i Norrköping 1906 med konungens hederspris. Ernst Rietz är begravd på Skogskyrkogården i Stockholm.